# Erysimum afghanicum
Erysimum afghanicum là một loài thực vật có hoa trong họ Cải. Loài này được Kitam. mô tả khoa học đầu tiên năm 1956.